# Lee Petty
Lee Petty, född den 14 mars 1914 i Randleman, North Carolina, USA, död den 5 april 2000 i Greensboro i samma delstat och land, var en amerikansk racerförare och far till Richard Petty.

## Racingkarriär
Petty körde sitt första race som 35-åring när Nascar körde sitt första race 1949. Han startade sitt eget team Petty Enterprises, vilket senare skulle drivas av sonen Richard med stora framgångar. Lee tog själv tre titlar, vilket inte särskilt många har klarat, vilket gör familjen Petty till den mest framgångsrika familjen i Nascar:s historia. Hans titlar kom 1954, 1958 och 1959. Det sista av dessa år vann han det allra första Daytona 500, efter att ha slagit Johnny Beauchamp i en så tät duell att det tog tre dagar för Nascar att granska målfotot. Petty körde sitt sista race 1964 på Watkins Glen International. Han dog 86 år gammal år 2000 av artärbråck.